# Бістріца-Биргеулуй (комуна)
Бістріца-Биргеулуй (рум. Bistrița Bârgăului) — комуна у повіті Бистриця-Несеуд в Румунії. До складу комуни входять такі села (дані про населення за 2002 рік):
- Бістріца-Биргеулуй (3996 осіб) — адміністративний центр комуни
- Колібіца (400 осіб)

Комуна розташована на відстані 325 км на північ від Бухареста, 21 км на північний схід від Бистриці, 100 км на північний схід від Клуж-Напоки.

## Населення
За даними перепису населення 2002 року у комуні проживали 4396 осіб.
Національний склад населення комуни:
| Національність | Кількість осіб | Відсоток |
| -------------- | -------------- | -------- |
| румуни         | 4365           | 99,3%    |
| угорці         | 17             | 0,4%     |
| цигани         | 6              | 0,1%     |
| німці          | 4              | 0,1%     |
| українці       | 3              | 0,1%     |

Рідною мовою назвали:
| Мова       | Кількість осіб | Відсоток |
| ---------- | -------------- | -------- |
| румунська  | 4374           | 99,5%    |
| угорська   | 10             | 0,2%     |
| циганська  | 6              | 0,1%     |
| українська | 3              | 0,1%     |
| німецька   | 1              | < 0,1%   |
| турецька   | 1              | < 0,1%   |

Склад населення комуни за віросповіданням:
| Релігія            | Кількість осіб | Відсоток |
| ------------------ | -------------- | -------- |
| православні        | 4078           | 92,8%    |
| п'ятдесятники      | 46             | 1,0%     |
| не релігійні       | 41             | 0,9%     |
| греко-католики     | 22             | 0,5%     |
| римо-католики      | 12             | 0,3%     |
| реформати          | 11             | 0,3%     |
| атеїсти            | 7              | 0,2%     |
| адвентисти         | 2              | < 0,1%   |
| мусульмани         | 1              | < 0,1%   |
| не вказали релігію | 2              | < 0,1%   |